# Estação Ferroviária de Modivas
A Estação Ferroviária de Modivas, originalmente denominado de Modives, foi uma interface ferroviária da Linha do Porto à Póvoa e Famalicão, que servia a localidade de Modivas, no concelho de Vila do Conde, em Portugal. Foi substituída pela Estação Modivas Sul do Metro do Porto.

## História

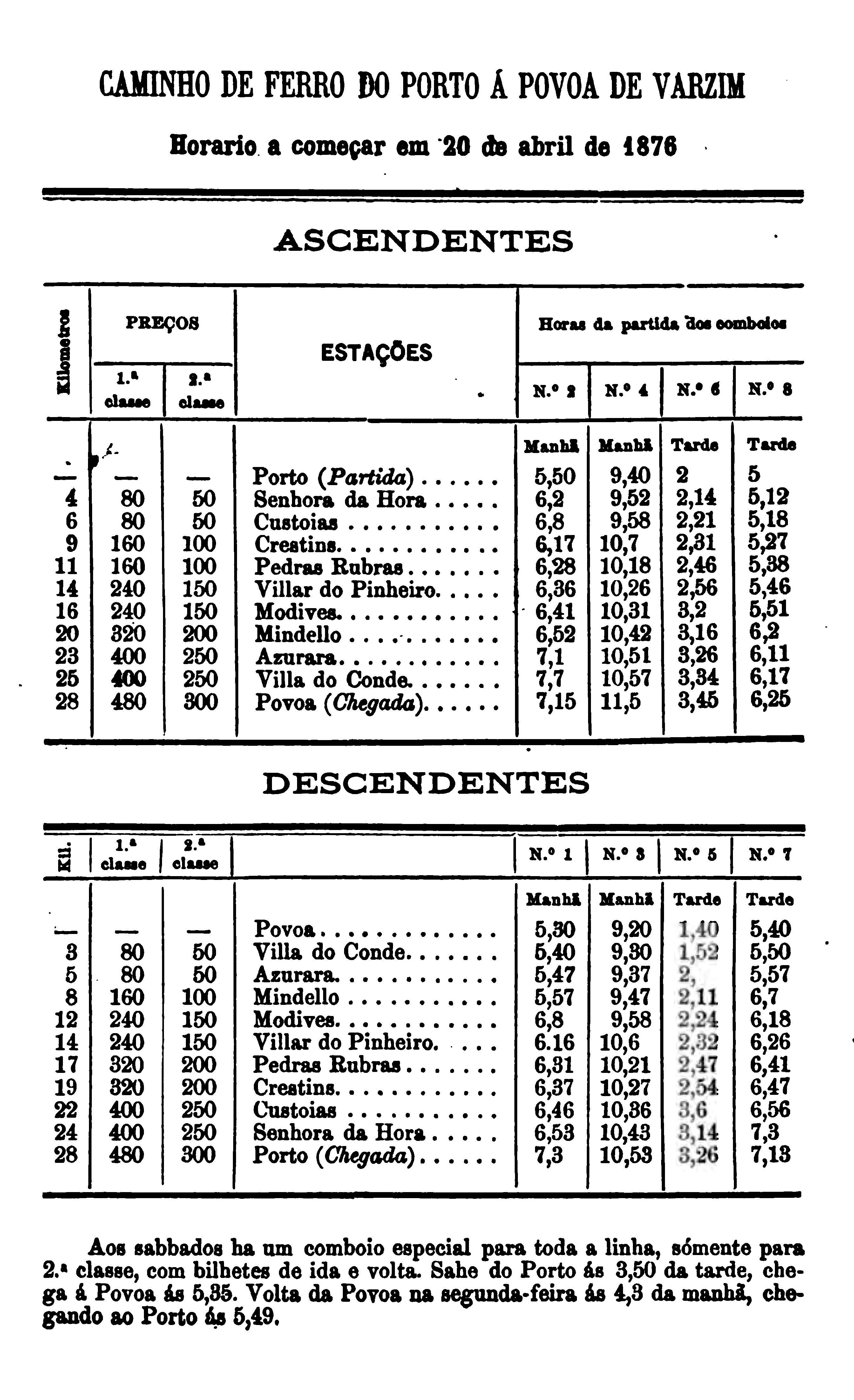
Horário de 1876 dos comboios entre o Porto (Boavista) e Póvoa de Varzim. Esta gare aparece com a grafia original, Modives.

Esta interface fazia parte do troço da Linha da Póvoa entre as Estações de Porto-Boavista e Póvoa de Varzim, que abriu à exploração em 1 de Outubro de 1875, pela Companhia do Caminho de Ferro do Porto à Póvoa.
Em 16 de Abril de 1901, a Gazeta dos Caminhos de Ferro relatou que a companhia da Póvoa tinha pedido autorização para construir vários ramais, incluindo um de Leça a Modivas, que serviria como alternativa ao lanço de Senhora da Hora a Modivas, e criaria uma nova ligação ao Porto de Leixões. Em 1 de Julho, a Gazeta noticiou que o conselho de administração dos Caminhos de Ferro do Estado tinha recusado o pedido para construir a linha de Modivas a Leça, notícia que foi recebida com agrado na cidade do Porto, que se tinha manifestado contra aqueles projectos.
Em 26 de Maio de 1902, o governo aprovou um projecto da companhia da Póvoa para a construção de um cais descoberto para mercadorias e a correspondente via de serviço.
Posteriormente, a Companhia da Póvoa voltou a pedir a construção de uma linha entre Leça e Modivas, que iria servir a zona das praias a Norte de Leça. A Gazeta dos Caminhos de Ferro de 1 de Março de 1905 informou que a Direcção do Minho e Douro tinha ordenado a criação de um inquérito administrativo acerca deste pedido, tendo ficado desde logo estabelecido que esta via férrea só poderia ser construída após ter sido concluída a linha de Contumil a Leixões.